# Sus-Saint-Léger
Sus-Saint-Léger è un comune francese di 350 abitanti situato nel dipartimento del Passo di Calais nella regione dell'Alta Francia.
Prende il nome da San Leodegario (Saint-Léger in lingua francese) che nel 678 sarebbe stato ucciso nella foresta del comune.

## Società

### Evoluzione demografica
Abitanti censiti